# Cretoglaphyrus transbaikalicus
Cretoglaphyrus transbaikalicus är en skalbaggsart som beskrevs av Nikolajev 2005. Cretoglaphyrus transbaikalicus ingår i släktet Cretoglaphyrus och familjen Glaphyridae. Inga underarter finns listade i Catalogue of Life.